# Christus-Kirche (Schwarzheide)

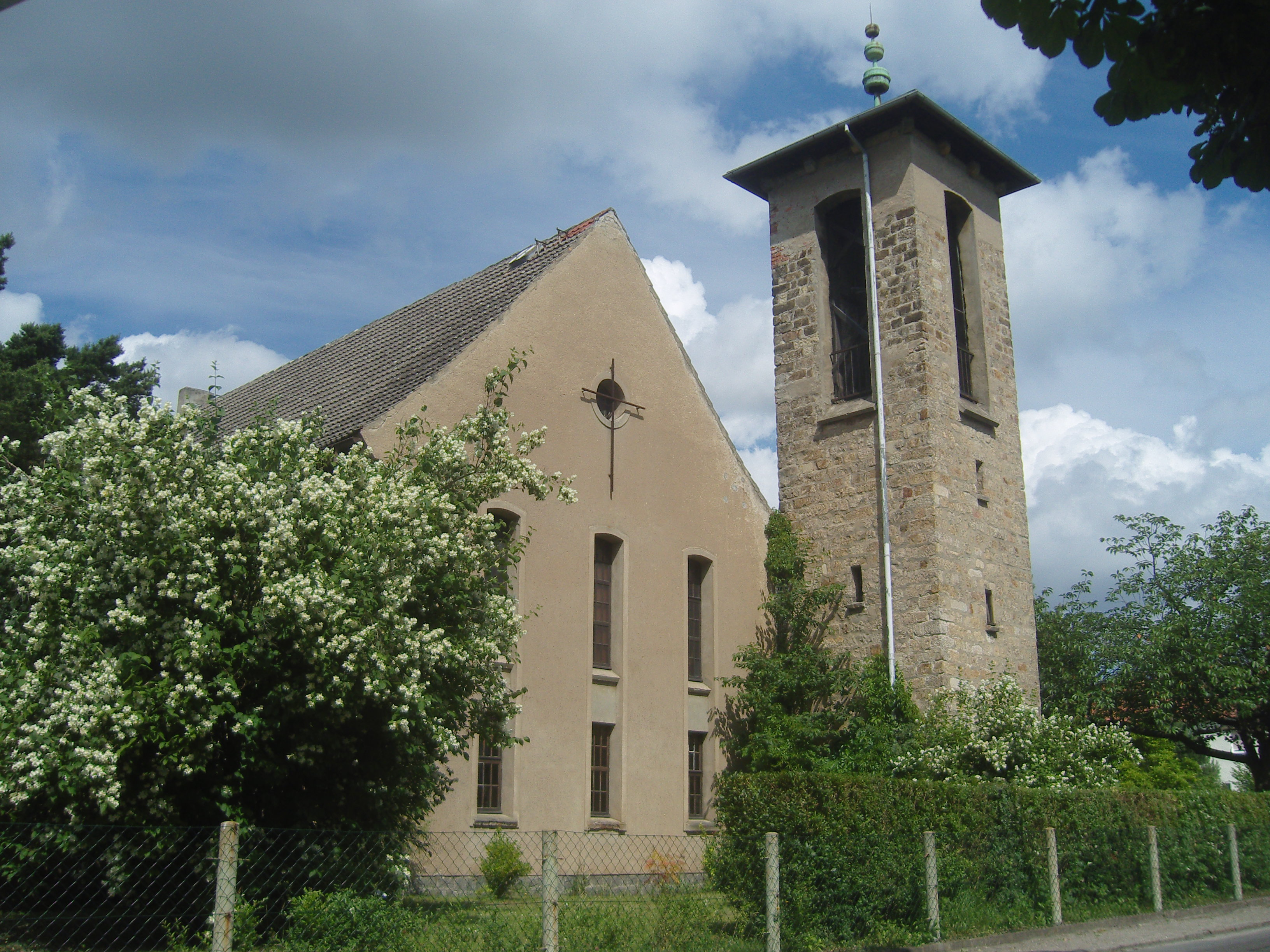
Christus-Kirche Schwarzheide (2010)

Die Christuskirche ist eine evangelische Kirche in der Stadt Schwarzheide im Landkreis Oberspreewald-Lausitz in Brandenburg. Sie gehört zur Kirchengemeinde Schwarzheide-West im Kirchenkreis Bad Liebenwerda, der Teil der Evangelischen Kirche in Mitteldeutschland ist. Die Kirche steht unter Denkmalschutz.

## Architektur und Geschichte
Nachdem die Lutherkirche in Zschornegosda für die steigende Zahl an Mitgliedern der Kirchengemeinde in der Industriegemeinde Schwarzheide zu klein geworden war, wurde am Ostersonntag 1951 der Grundstein für den Bau der Christus-Kirche gelegt. Die Planung und der Entwurf des Gebäudes wurde vom Kirchenbauamt in Magdeburg durchgeführt. Am 14. Juni 1953 wurde der Bau mit einem Gottesdienst geweiht. Zwischen 1978 und 1985 wurden ein Sanitärtrakt und ein Sitzungssaal angebaut.
Die Kirche ist ein schlichter Putzbau mit einem Satteldach. Der nordöstlich angebaute Glockenturm wurde mit Mauerwerk aus Ziegeln und Elbsandstein gebaut. Die Ausstattung stammt aus der Bauzeit. Die Orgel mit dreizehn Registern wurde 1954 oder 1956 von der Firma Jehmlich Orgelbau Dresden gebaut und 2002 generalüberholt. Die Kirche hat Sitzplätze für insgesamt 300 Besucher.